# مندی گوبیندگر
مندی گوبیندگر (به انگلیسی: Mandi Gobindgarh) یک منطقهٔ مسکونی در هند است که در بخش فتح‌گره صاحب واقع شده‌است. مندی گوبیندگر ۷۳٬۱۳۰ نفر جمعیت دارد.